# Екатеринославский поход

Знак Екатеринославского похода (1920 год)

Екатериносла́вский («Зи́мний») похо́д  (27 ноября 1918 года — 2 января 1919 года) — поход пророссийских добровольческих формирований из Екатеринослава в Крым на соединение с Добровольческой армией генерала Деникина, осуществлённый в конце ноября 1918 года — начале января 1919 года (по ст. ст.). В походе приняли участие бывшие военные 8-го (Екатеринославского) корпуса украинской гетманской армии (бывшей 34-й пехотной дивизии РИА) под командованием генерала Васильченко, а также офицерская добровольческая дружина, сформированная Екатеринославским добровольческим центром. Общая численность участников похода составила свыше 1050 человек.

## Начало похода
В дни падения власти гетмана Скоропадского 8-й армейский корпус, отказавшись подчиняться мятежникам-петлюровцам, сохранил боевую дисциплину и преимущественной частью принял добровольческую ориентацию «За единую и неделимую Россию». 23 ноября 1918 года произошли вооруженные столкновения корпуса с петлюровскими повстанческими войсками, в результате которых Екатеринослав остался в руках добровольцев. Однако ситуация вокруг города продолжала оставаться небезопасной для оборонявших его пророссийских войск. Руководство корпуса приняло решение идти на юг в Крым на соединение с армией Деникина. В ночь с 27 на 28 ноября 1918 года отряд из частей корпуса выступил из Екатеринослава в южном направлении. Возглавили отряд бывший командир 8-го гетманского корпуса генерал-майор И. М. Васильченко, начальник штаба полковник И. Г. Коновалов, офицеры штаба генерал П. Г. Кислый, Боженко и Вольтищев.

## Состав отряда, участвовавшего в Екатеринославском походе
При выступлении из Екатеринослава белогвардейский добровольческий отряд генерала Васильченко имел в своих рядах свыше тысячи человек. Его основу составляли кадры 43-го и 44-го пехотных полков (300–400 чел.), Екатеринославская добровольческая дружина (около 250 человек) во главе с генерал-майорами Баташевым, Диденко и полковником Долженко, а также — 7-го конного полка во главе с полковником Гусевым (около 150–170 сабель). Кроме того, в составе отряда находились бронедивизион из 4-х машин, артиллерия, радиостанция, инженерный взвод и лазарет. Большую часть участников похода составляли офицеры.

## Поход
За 34 дня отряд с боями прошёл свыше 500 вёрст. Ввиду невозможности передвижения по непролазной осенней грязи, а также в связи с отсутствием горючего, часть бронеавтомобилей была взорвана в самом начале похода. Ввиду невозможности движения прямо на Ростов-на-Дону (к местам расположения основных сил Добровольческой армии) из-за дислокации на пути следования махновских и петлюровских войск, отряд принял решение двигаться по правому берегу Днепра в направлении Перекопа. Прорывая кольцо, 29 ноября отряд принял бой с петлюровцами у немецкой колонии Нойенбург, затем последовали кровопролитные бои с махновцами 10 декабря в районе Марьинской и Нововоронцовки и 11 декабря вблизи Дутчино. 13 декабря у Бериславля состоялось крупное победоносное сражение добровольцев с повстанческими формированиями «атамана повстанческих войск Херсонщины, Запорожья и Таврии» Н. А. Григорьева (ставшего тогда на петлюровскую платформу) за овладение переправой через Днепр. В бою был ранен один из руководителей Екатеринославского похода генерал П. Г. Кислый.
В последних числах декабря 1918 года Екатеринославский отряд, ведомый генералом Васильченко, потеряв за время боёв некоторую часть личного состава, прибыл в Перекоп. В начале января 1919 года екатеринославские добровольцы были переправлены в Джанкой, а затем в Симферополь.

## Итоги Екатеринославского похода
На базе отряда, пришедшего из Екатеринослава в Крым, командованием Добровольческой армии была сформирована 4-я пехотная дивизия генерала Корвин-Круковского, 34-я артиллерийская бригада и Новороссийский конный полк. Штаб генерала Васильченко вошёл в состав штаба Крымско-Азовской армии генерала А. А. Боровского.
6 июня 1920 года для участников похода учреждён особый знак отличия.
Екатеринославский поход по своему характеру имеет много общего с Дроздовским походом весны 1918 года и Старобельским походом того же времени.